# Floyd K. Haskell
Floyd K. Haskell (Morristown, 1916. február 7. – Washington, 1998. augusztus 25.) az Amerikai Egyesült Államok szenátora (Colorado, 1973–1979).